# Vänersnäs
Vänersnäs is een plaats in de gemeente Vänersborg in het landschap Västergötland en de provincie Västra Götalands län in Zweden. De plaats heeft 126 inwoners (2005) en een oppervlakte van 61 hectare.

## Geboren
- David Andersson (1994), langebaanschaatser

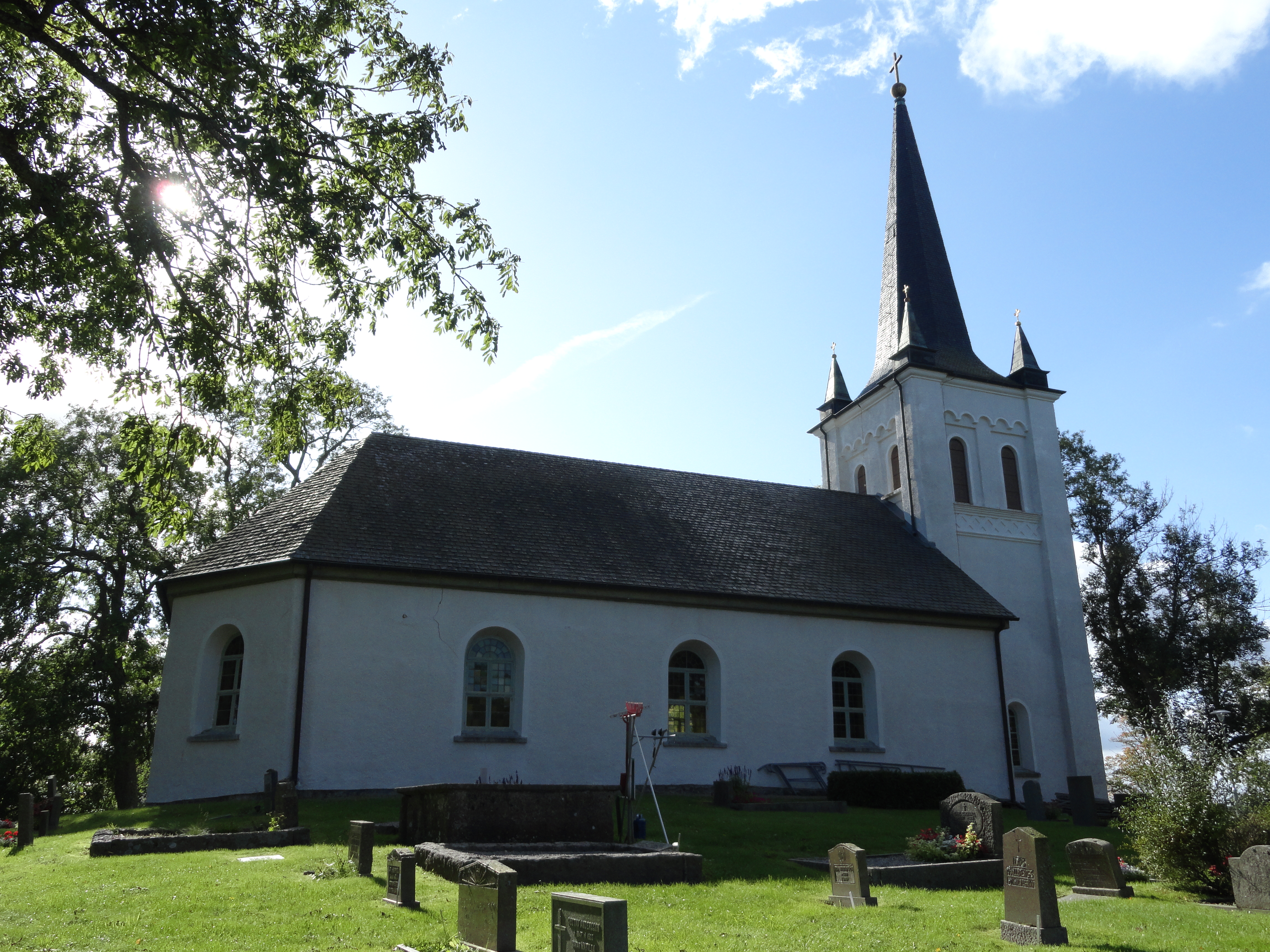
Kerk